# Ernst-Eugen Meckel
Ernst-Eugen Meckel (* 2. April 1911 in Westfalen; † 1977) war ein deutscher evangelischer Pfarrer und Kirchenfunktionär.

## Leben
Meckel stammte ursprünglich aus Wuppertal. Er leistete nach Abschluss des Theologiestudiums Kriegsdienst, wobei er zuletzt zum Hauptmann befördert wurde. Dabei geriet er in sowjetische Gefangenschaft, aus der er 1949 zurückkehrte. Von 1950 bis 1955 war er als Pfarrer in Hermersdorf tätig. 1955 zog er nach Berlin, wo er als theologischer Leiter des Jungmännerwerks und ab 1959 für die Berliner Missionsgesellschaft wirkte. Er war Missionsinspektor und stellvertretender Direktor der Berliner Missionsgesellschaft, bzw. des Ökumenisch-Missionarischen Zentrums. Zuletzt war er Oberkonsistorialrat. Er war von 1959 bis 1977 Oberkirchenrat in der Kirchenkanzlei der Evangelischen Kirche der Union (EKU).
Meckel hatte relativ viele internationale Kontakte; so etablierte er eine Partnerschaft zwischen der US-amerikanischen United Church of Christ und der EKU, stand in Kontakt mit Minderheitenkirchen in Osteuropa und orthodoxen Kirchen in Sowjetunion, Bulgarien und Rumänien. Er war als inoffizieller Mitarbeiter mit dem Decknamen "Prinz" Informant des Ministeriums für Staatssicherheit.

## Familie
Ernst-Eugen Meckel heiratete eine gelernte Kindergärtnerin, die er bei der Berliner Stadtmission kennengelernt hatte. Aus der Ehe gingen zwei Töchter und drei Söhne hervor, darunter der ehemalige Politiker Markus Meckel.

## Veröffentlichungen (Auswahl)
- Gebete für die Einheit der Kirche. Evangelische Verlagsanstalt, Berlin 1962.